# Джейкобс, Акира
Акира Джейкобс (яп. ジェイコブス 晶; род. 13 апреля 2004, Иокогама) — японский профессиональный баскетболист, выступающий за команду NCAA «Гавайи Рэйнбоу Уорриорз». Играет на позиции лёгкого форварда. Участник летних Олимпийских игр 2024 года в составе сборной Японии.

## Ранние годы
Джейкобс родился в Иокогаме у матери-японки и отца-американца, служившего в армии. Родители переехали в Южную Калифорнию через несколько месяцев после его рождения. Джейкобс начал играть в баскетбол в возрасте четырёх лет, потому что его мать была фанаткой этого вида спорта и часто дарила ему сувениры баскетбольной тематики. Он играл в баскетбольных командах, когда учился в американских школах в Калифорнии.
Джейкобс регулярно посещал Японию в детстве. Во время поездки туда в возрасте 16 лет он решил остаться в Японии.

## Профессиональная карьера

### Ранняя карьера (2021—2023)
Джейкобс начал свою в профессиональную карьеру в японской команде «Йокогама Би-Корсэрс». 13 ноября 2021 года он стал самым молодым игроком, появившимся на площадке в истории первого дивизиона Би лиги, когда он дебютировал за «Би-Корсэрс» в возрасте 17 лет и 7 месяцев. 3 февраля 2022 года Джейкобс набрал свои первые очки, став самым молодым игроком в истории Би Лиги, набравшим очки.
Джейкобс появился в лагере Баскетбол без границ (Азия) в 2022 году и получил награду имени Патрика Баумана. 30 сентября 2022 года Джейкобс присоединился к Глобальной академии НБА, баскетбольной тренировочной программе в Австралийском институте спорта в Канберре. Он стал первым японским игроком, присоединившимся к Академии НБА на постоянной основе.

### Карьера в колледже
14 июля 2023 года «Гавайи Рэйнбоу Уорриорз» объявили, что подписали контракт с Джейкобсом, он стал первым японским игроком, присоединившимся к их программе. Джейкобс решил играть за «Рэйнбоу Уорриорз» из-за связей Гавайев с японской культурой и близости как к Японии, так и к Калифорнии. В среднем он набирал 2,4 очка в 28 играх во время своего первого сезона.

## Национальной сборная
Джейкобс был членом сборной Японии до 18 лет, которая выиграла серебряную медаль на чемпионате Азии ФИБА среди игроков до 18 лет 2022 года, однако он получил травму во второй игре и пропустил остаток турнира. Он играл за команду до 19 лет на чемпионате мира среди игроков до 19 лет 2023 года и набирал в среднем 17 очков за игру. Джейкобс был включён в расширенный список тренировочного лагеря взрослой национальной сборной Японии для подготовки к чемпионату мира 2023 года, но в окончательную заявку не попал.
Джейкобса пригласили в тренировочный лагерь сборной Японии на летние Олимпийские игры 2024 года в Париже и позже включили в окончательный ростер.

## Статистика

### Статистика в NCAA
| Сезон | Команда | Conf     | Class | GP | GS | MPG | FG%  | 3P%  | FT%   | RPG | APG | SPG | BPG | PPG |
| --- | ------- | -------- | ----- | -- | -- | --- | ---- | ---- | ----- | --- | --- | --- | --- | --- |
| 2023/24 | Гавайи  | Big West | FR    | 28 | 0  | 6,8 | 40,0 | 34,8 | 100,0 | 1,0 | 0,2 | 0,1 | 0,0 | 2,4 |
| Всего | Всего   | Всего    | Всего | 28 | 0  | 6,8 | 40,0 | 34,8 | 100,0 | 1,0 | 0,2 | 0,1 | 0,0 | 2,4 |
| Наведите курсор мыши на аббревиатуры в заголовке таблицы, чтобы прочесть их расшифровку Статистика приведена с сайта sports-reference.com |         |          |       |    |    |     |      |      |       |     |     |     |     |     |

### Статистика в других лигах
| Сезон | Команда             | Лига    | GP | GS | MPG | FG%  | 3P%   | FT% | RPG | APG | SPG | BPG | PFL | TOV | PPG |
| --- | ------------------- | ------- | -- | -- | --- | ---- | ----- | --- | --- | --- | --- | --- | --- | --- | --- |
| 2021/22 | Йокогама Би-Корсэрс | Би лига | 4  | 0  | 1,7 | 66,7 | 100,0 | -   | 0,3 | 0,0 | 0,3 | 0,0 | 0,3 | 0,0 | 1,3 |
| Всего | Всего               | Всего   | 4  | 0  | 1,7 | 66,7 | 100,0 | -   | 0,3 | 0,0 | 0,3 | 0,0 | 0,3 | 0,0 | 1,3 |
| Наведите курсор мыши на аббревиатуры в заголовке таблицы, чтобы прочесть их расшифровку Статистика приведена с сайта basketball.realgm.com |                     |         |    |    |     |      |       |     |     |     |     |     |     |     |     |

## Личная жизнь
Джейкобс имеет двойное гражданство: японское и американское.